# Institut national d'administration (Syrie)

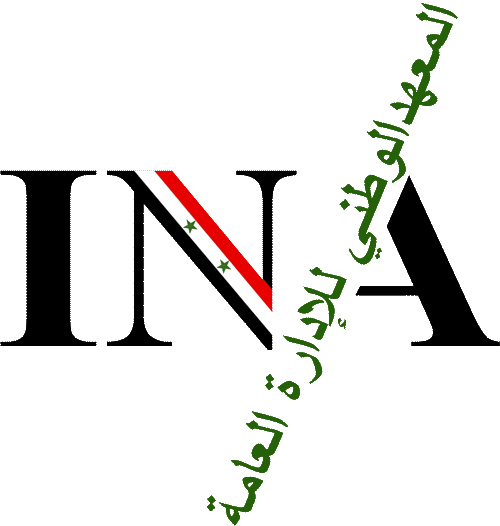
Logo officiel de l'institut national d'administration de Syrie.

L’Institut national d'administration (INA) est une école ayant pour mission principale le recrutement et de formation de hauts cadres de la fonction publique syrienne.

## Informations
- Fondation : 2002
- Fondateur : Bachar el-Assad
- Type : Établissement public à caractère administratif
- Régime linguistique : Arabe
- Localisation : At-Tal (Rif-Damas).
- Doyen : Oussama Alfarraj
- Directeur du développement administratif : Youssef Edris
- Chiffres clés
  - Personnel : 62(selon le rapport annuel de 2018
  - Enseignants : Une centaine d'intervenants externes par an
  - Elèves : 100 en 2019
  - Anciens élèves : 646
- Niveau : Bac+6 (Diplôme supérieur)

## Création
L'Institut national d'Administration (المعهد الوطني للإدارة العامة  en arabe) a été fondé par le décret 27 du 12 mai 2002 dans le but de former de hauts cadres administratifs syriens pour soutenir et supporter les politiques de réformes de l'administration publique.
La création de l'INA a été le fruit d'une coopération franco-syrienne couronnée par la signature, le 26/06/2001, au cours de la visite du Président Bachar El-Assad en France, d'un accord entre le ministre français de la fonction publique et le ministre syrien de l'enseignement supérieur. Cet accord prévoit que la France aide le gouvernement syrien à la création de l'INA. Mais cet aide ne s'est pas arrêté avec celle-ci, la France continuant à fournir un appui technique par l'intermédiaire notamment d'un assistant technique permanent auprès de l'Ina. Cette assistance technique comprend des conseils à l'élaboration du cursus (ingénierie pédagogique) et la coordination des visites des intervenants, essentiellement français, à l'INA. La France voyait en l'INA un « projet qui s’est développé avec succès » et a conseillé à une délégation éthiopienne qui travaillait sur la création d'un projet similaire de se rendre en Syrie afin d'étudier l'expérience syrienne, vue comme une réussite.
La coopération avec l'Ena de France a été suspendue à partir de 2011, au commencement de la crise syrienne.

## Missions et activités
L'INA assure son rôle dans la modernisation des administrations publiques à travers deux axes principaux :

### I – formation
La formation comprend deux catégories :
Formation initiale
Il s'agit de recruter et de former les élèves admis au concours d'entrée de l'INA. La durée de cette formation est de deux ans au bout desquelles, les élèves sont affectés (ou transférés, selon les cas) aux administrations publiques.
Cette formation regroupe chaque année une cinquantaine d'élèves syriens admis uniquement sur concours.
Formation continue
L'INA organise des programmes et des cycles de formation destinés à diverses catégories d'agents publics. Les thèmes de ces formations relèvent du domaine de la modernisation et de la performance des administrations. Des formations sur des thèmes plus spécifiques, la loi sur le statut des fonctionnaires, les marchés publics, le régime des retraites, sont conçues pour les fonctionnaires concernés.
Aussi, l'INA peut organiser des formations sur mesure à la demande des administrations, à l'exemple de la formation des jeunes diplomates pour le compte du ministère des affaires étrangères qui a eu lieu à l'INA en 2008.

### II – expertise et recherche
L'INA aspire à contribuer au développement de l'administration publique en offrant des services d'expertise et de recherche. Sur demande des administrations et dans un cadre conventionnel, l'INA assure la réalisation d'études, de conseil ou d'expertise en matière d'administration publique.

## liens externes
http://www.ina.edu.sy/